# Chloroceramis viridinota
Chloroceramis viridinota är en fjärilsart som beskrevs av George Francis Hampson 1896. Chloroceramis viridinota ingår i släktet Chloroceramis och familjen tandspinnare. Inga underarter finns listade i Catalogue of Life.